# Le Canonnier
Le Canonnier is het stadion waar de Belgische voetbalclub Excelsior Moeskroen zijn thuiswedstrijden speelde. Tijdens het seizoen 2009/10 kampte men met financiële problemen. Hierdoor fuseerde men met RRC Péruwelz, veranderde haar naam in Moeskroen-Péruwelz en verhuisde naar Le Canonnier. Later veranderde men haar naam in Royal Excel Moeskroen. Het stadion is gevestigd in de Stadionstraat te Moeskroen en heeft een capaciteit van 10.800 plaatsen.
Begin juni 2023 werd bekend dat komend seizoen 2023/24 het stadion zal gebruikt worden voor de beloftenwedstrijden van KMSK Deinze. Alsook ging die laatst genoemde club een samenwerking aan met het oorspronkelijke jeugdcomplex van Royal Excel Moeskroen, Futurosport. Het stadion is sinds medio 2023 ook beschikbaar om te huren voor als evenementenlocatie. 